# Marivan
Marivan (en persan : مريوان; en kurde : مەریوان, Merîwan ) est le village capitale du comté de Marivan, dans la province iranienne du Kurdistan en Iran. Lors du recensement de 2006, il y a 91 664 habitants. 